# Katalanskspråkiga Wikipedia
Katalanskspråkiga Wikipedia (Viquipèdia en català eller Viquipèdia en valencià, ibland förkortat cawp; uttal: /viki'pɛdjə/) är den katalanskspråkiga upplagan av Wikipedia. Den grundades 16 mars 2001 och öppnade bara några minuter efter tyskspråkiga Wikipedia. 11 mars 2016 nåddes 500 000 artiklar, och man var då på 17:e plats i ordningen bland Wikipediaversioner efter antal artiklar. Den har för närvarande 779 472 artiklar.
Wikipediaupplagan på katalanska innehåller artiklar på flera olika språkvarianter, inklusive valencianska och baleariska. Det är den näst största "spanska" Wikipediaversionen, långt efter spanskspråkiga Wikipedia i antal artiklar och aktiva användare men också långt före upplagorna på baskiska och galiciska. Olika delar av det offentliga samhället i Katalonien har gjort specialsatsningar för att utveckla Wikipedia på regionens eget språk.

## Historik

### Tidiga år
16 mars 2001 meddelade Jimbo Wales att han ville se Wikipediaversioner på andra språk än engelska, och han nämnde då särskilt en version på katalanska. Samma dag skapades, med några minuters mellanrum, de nya Internetdomänerna deutsche.wikipedia.com och catalan.wikipedia.com. De första redigeringarna (sannolikt skrivna på engelska) på den katalanska Wikipediaversionen finns inte lagrade, men uppgifter finns att huvudsidan redigerades klockan 21:07 (CET). Dagen därpå gjorde ett IP-nummer baserat i Andorra den första redigeringen på katalanska – artikeln Àbac, och senare samma dag gjordes den första redigeringen av en inloggad användare.
Domänadressen för katalanskspråkiga Wikipedia ändrades därefter till ca.wikipedia.org, och sedan 2003 skrivs det lokala uppslagsverket enligt katalanska stavningsregler som Viquipèdia. Efter en livlig debatt om efterföljande omröstning beslutade man 2005 att framöver använda två namn för uppslagsverket, där Viquipèdia en català och Viquipèdia en valencià sågs som likvärdiga.

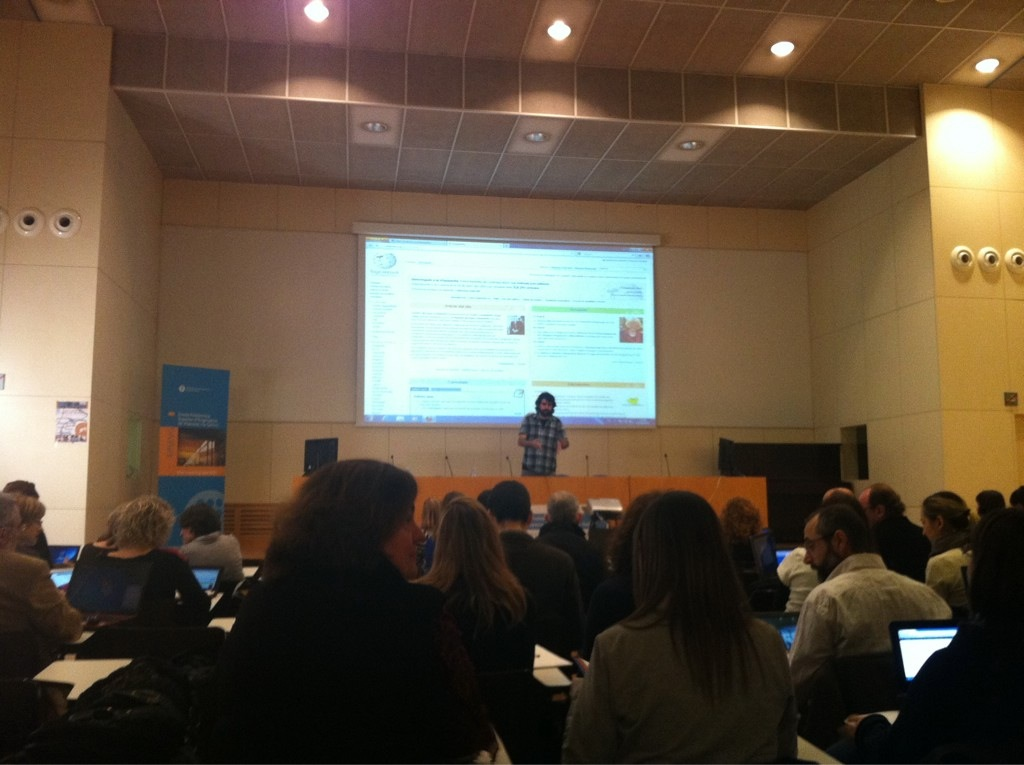
Workshop 2012 på Museu Víctor Balaguer, en av flera katalanska kulturinstitutioner som inlett samarbete med katalanskspråkiga Wikipedia.

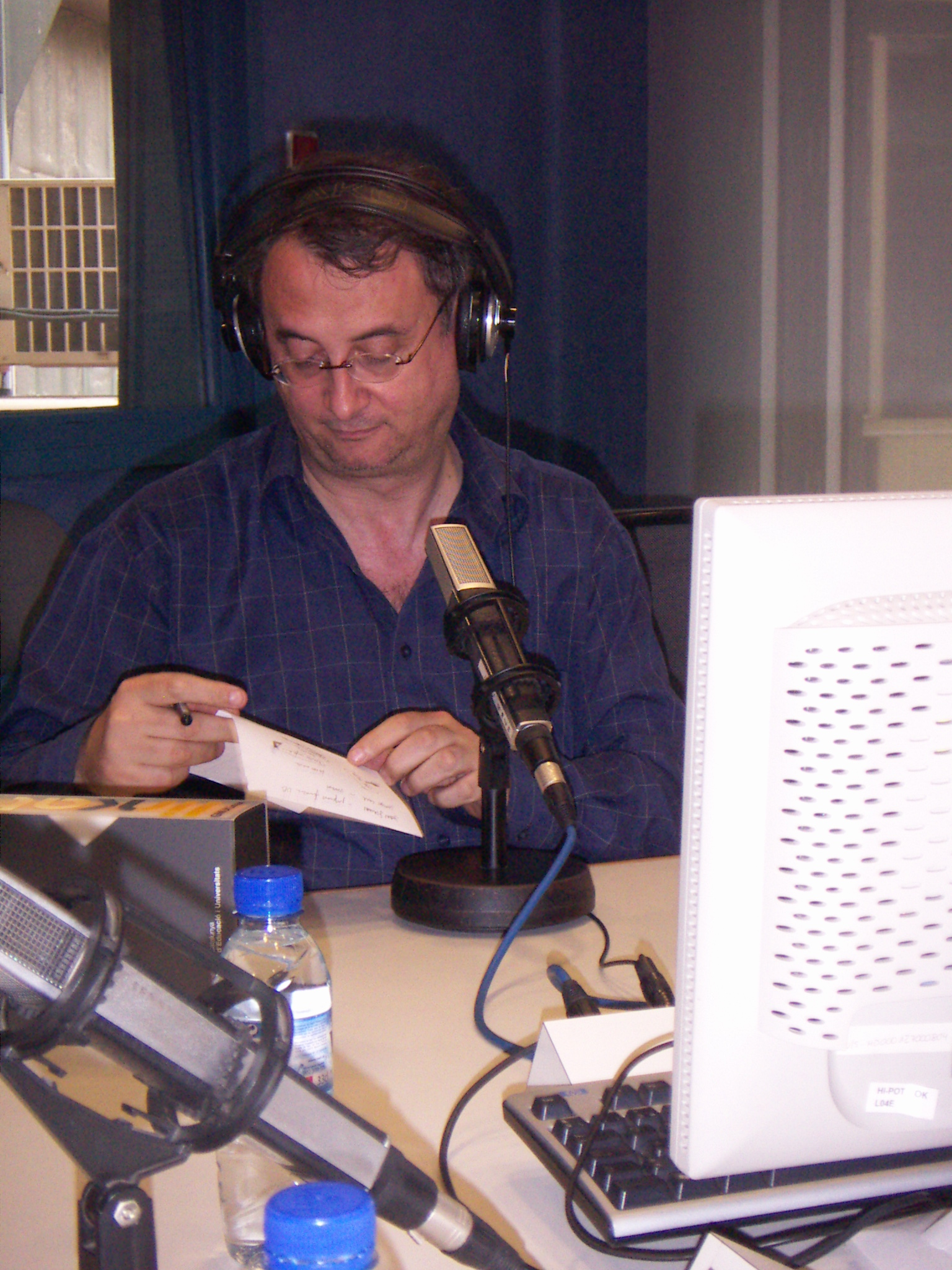
Offentliggörandet av det katalanska utbildningsprojektet Marató en Viquipèdia, den 19 maj 2007, i radioprogrammet l'Internauta. Vid mikrofonen: Vicent Partal.

### Samarbeten
Maj 2007 inleddes ett samarbetsprojekt med utbildningsdepartementet i regionen Katalonien, där syftet var att främja användningen av katalanskspråkiga Wikipedia bland de katalanska studenterna och samtidigt utöka användningen av uppslagsverket som ett pedagogiskt verktyg. Dessutom hoppas man att det skulle medföra en ökad produktion av katalanskspråkiga Wikipediaartiklar. Juli 2007 ägde den första av de årliga Viquitrobada-sammankomsterna rum. Den första upplagan samordnades med Lleidas år som katalansk kulturhuvudstad. Senare viquitrobades har arrangerats i Barcelona (Kataloniens nationalbibliotek), Figueres, Badalona och Sabadell.

### Artikelutvecklingen
Trots att cawp startades så tidigt, dröjde det länge innan den blev ett större uppslagsverk. Först under mars 2003 nådde den 1 000 artiklar, medan 10 000-vallen sprängdes i november 2005.
Hösten 2009 bröt katalanskspråkiga Wikipedia 200 000-vallen. I december 2010 passerades 300 000 artiklar, och under april 2013 gick man över 400 000 artiklar. Inför cawp:s 15-årsfirande 16 mars 2016 gjordes en särskild satsning för att ungefär samtidigt nå upp till en halv miljon artiklar. 11 mars uppnåddes den målsättningen.
| Artiklar  | Datum             | Not                                                              |
| --------- | ----------------- | ---------------------------------------------------------------- |
| 1 artikel | 16 mars 2001      |                                                                  |
| 1 000     | 8 mars 2003       |                                                                  |
| 5 000     | februari 2004     |                                                                  |
| 10 000    | 16 november 2004  |                                                                  |
| 20 000    | 19 november 2005  | dubblering på ett år                                             |
| 30 000    | 6 mars 2006       |                                                                  |
| 50 000    | 4 januari 2007    |                                                                  |
| 100 000   | 18 januari 2008   | dubblering på ett drygt år, delvis tack vare La Marató Viquipèda |
| 150 000   | 28 december 2008  |                                                                  |
| 200 000   | 21 september 2009 |                                                                  |
| 250 000   | 29 juni 2010      |                                                                  |
| 300 000   | 21 december 2010  |                                                                  |
| 350 000   | 25 augusti 2011   |                                                                  |
| 400 000   | 12 april 2013     |                                                                  |
| 450 000   | 3 februari 2015   |                                                                  |
| 500 000   | 11 mars 2015      |                                                                  |
| 600 000   | 8 januari 2019    |                                                                  |
| 700 000   | 24 april 2022     | Hey, Hey, Rise Up!                                               |

De första månaderna skedde endast enstaka redigeringar i de få artiklarna. Bland artiklarna som toppat redigeringsstatistiken de senaste åren finns Drassanes Reials de Barcelona (Drassanes), utbyggd i samband med en skrivstuga i Barcelona. Manifestació "Catalunya, nou estat d'Europa" (stor demonstration i Barcelona), Eleccions al Parlament de Catalunya de 2010 (val till regionparlamentet) och Papa Francesc (påven Franciskus) är de tre artiklar som redigerats av flest antal personer en enskild månad.

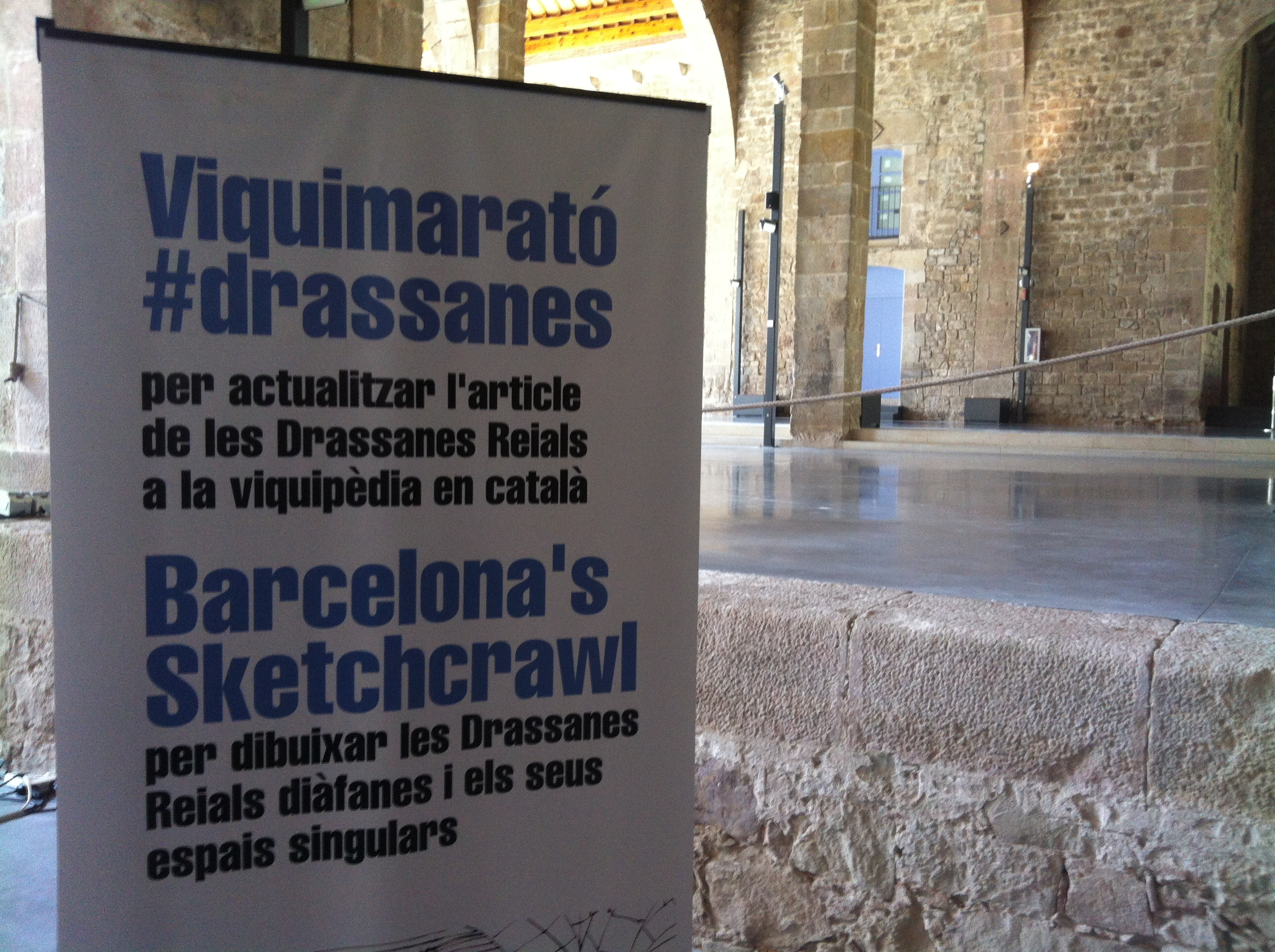
Affisch för skrivstugan vid Drassanes, Barcelonas sjöfartsmuseum och före detta kungligt skeppsvarv, den 16 mars 2013. Under arrangemanget, som arrangerades av den lokala stödorganisationen på katalanskspråkiga Wikipedias 12-årsdag, redigerades den katalanska artikeln 73 gånger.

### La Marató Viquipèdia (2008)
Januari 2008 gick man över 100 000 artiklar. Då hade man gått relativt snabbt från 60 000 ett drygt halvår tidigare (maj 2007). Utbyggnaden skedde till viss del på grund av en skolkampanj, utlyst av Kataloniens regionregering, där man tilläts skriva cawp-artiklar under lektionstid. Utbildningsminister Ernest Maragall utlyste 17 maj La Marató Viquipèdia ('Wikipedia-maraton'), där alla elever i den katalanska grundskolan skulle ges chansen att stifta bekantskap med det katalanska uppslagsverket. En av målsättningarna med La Marató Viquipèdia var att skoleleverna före årets slut skulle ha hjälpt till så katalanskspråkiga Wikipedia nådde 100 000 artiklar. Den målsättningen missades knappt, med tre veckors marginal.

## Stil och inriktning
Katalanskspråkiga Wikipedia ger frihet att använda någon av de olika varianterna – inklusive valencianska och baleariska – av språket i artiklarna. Målsättningen är att stilen ska vara konsekvent i en och samma artikel, snarlikt den praxis på engelskspråkiga Wikipedia som uppmanar till konsekvens (antingen amerikansk engelska eller brittisk engelska etc) i de enskilda artiklarna. Man rekommenderar att artiklar om katalanska kulturfenomen och platser om möjligt presenteras på den lokala dialekten.
I likhet med många andra katalanskspråkiga medier lyfter cawp fram material från det katalanskspråkiga området. I biografiska artiklar om spanska medborgare tenderar man att presentera personer utifrån regional spansk identitet, snarar än som spanjorer. Det innebär bland annat att personer från Balearerna presenteras som balearer, folk från Katalonien som katalaner, de från Galicien som galicier och personer från Baskien som basker. Detta skiljer sig från stilen i de flesta andra Wikipediaversioner men ligger i linje med de katalanska (och viss mån andra spanska regioners diton) statuter, vilken definierar katalaner som en nationalitet och Katalonien som en nation (till skillnad från staten Spanien). Införandet av regional identitet på cawp genomfördes efter en intern omröstning i gemenskapen 2009, och målet var att få en permanent lösning på de då ofta förekommande redigeringskrigen omkring olika personers identitet.
Som ett medelstort språk (globalt sett) med mindre än 10 miljoner modersmålstalare finns begränsningar för hur många som kan producera Wikipediaartiklar på katalanska. Cawp har ungefär lika stort antal artiklar som många andra upplagor på snarlikt stora språk. Man har dock både fler artiklar och aktiva deltagare än versionerna på ungerska, rumänska, norska och finska; cawp har något fler artiklar men något färre aktiva användare än tjeckiskspråkiga Wikipedia.
Särskilt engagemang har ägnats åt Wikipedias 1 000 basartiklar; det är artiklar i allmänna och centrala ämnen som bör finnas på alla Wikipediaversioner. I samband med Wikipedias globala 15-årsfirande i januari 2016 noterades att cawp hade de flesta och bästa basartiklarna.

## Lokal stödorganisation
Sedan 2008 har wikipedianer på katalanskspråkiga Wikipedia arbetat mot målet grunda en officiell, katalanskpråkig stödorganisation under Wikimedia Foundation. Hittills har man varit inordnad under den nationella spanska stödorganisationen – Wikimedia España – grundad 7 februari 2011. Denna är, i likhet med alla andra hittills bildade "lokalavdelningar" till Wikimedia Foundation, grundad på nationell basis som en stödorganisation för hela Spanien. Trots det sker nästan all kommunikation på Wikimedia España på spanska.
Den inofficiella stödorganisationen Associació Amical Viquipèdia (ursprungligen Associació d'amics de la Viquipèdia, 'Föreningen för Wikipedias vänner') grundades 2008 med målsättningen att få officiell status som en lokal stödorganisation under WMF. Eftersom den organiserar användare från flera suveräna stater har den inte kunnat få status som nationell stödförening, och inte heller ett förslag att få organisera den som en regional spansk stödorganisation fick gehör från WMF. Däremot erkändes den 7 juni 2013 som den första tematiska organisationen under WMF, med namnet Amical Wikimedia. Bland det halvdussin grupperingar som möjligen senare kan få samma status finns föreningar för latin, HBTQ och urinvånarspråk.
| Sidvisningar och redigeringar 2014 (kvartal 1, siffror i procent) | Sidvisningar och redigeringar 2014 (kvartal 1, siffror i procent) | Sidvisningar och redigeringar 2014 (kvartal 1, siffror i procent) | Sidvisningar och redigeringar 2014 (kvartal 1, siffror i procent) |
| Land                                                              | Sidvisningar                                                      | Bidrag                                                            | Noter                                                             |
| ----------------------------------------------------------------- | ----------------------------------------------------------------- | ----------------------------------------------------------------- | ----------------------------------------------------------------- |
| Spanien                                                           | 90,1                                                              | 80,6                                                              |                                                                   |
| USA                                                               | 1,7                                                               | 1,4                                                               |                                                                   |
| Frankrike                                                         |                                                                   | 1,9                                                               |                                                                   |
| Italien                                                           |                                                                   | 1,3                                                               |                                                                   |
| Nederländerna                                                     |                                                                   | 1,0                                                               |                                                                   |
| Brasilien                                                         |                                                                   | 0,9                                                               |                                                                   |
| Turkiet                                                           |                                                                   | 0,7                                                               |                                                                   |
| Tyskland                                                          |                                                                   | 0,7                                                               |                                                                   |
| Andorra                                                           |                                                                   | 0,7                                                               |                                                                   |
| Storbritannien                                                    |                                                                   | 0,6                                                               |                                                                   |

## Användning

### Läsare och skribenter
Katalanskspråkiga Wikipedia är en av de större katalanskspråkiga massmedierna (på Internet). Hösten 2016 besöktes webbplatsens sidor cirka 15 miljoner gånger per månad (en halv miljon gånger per dag). Detta kan jämföras med besöksstatistiken för ledande katalanskspråkiga nättidningar och digitala upplagor av papperstidningar; under oktober 2016 gjordes mellan 4 och 21 miljoner sidvisningar på de fem största av dessa. Dessa fem var Nació Digital (20,8 miljoner), Vilaweb (12,3 miljoner), Ara (11,6 miljoner), El Món (6,0 miljoner) och El Punt Avui (4,4 miljoner).
Wikipediaversionen både läses och redigeras mest av användare i Spanien, vilka i början av 2014 motsvarade cirka 90 procent av alla läsare (baserat på antal sidvisningar) och antal skribenter (baserat på antal redigeringar). USA, Frankrike och Italien stod då för en stor eller större del av de resterande användarna.

### Könsfördelning
Fördelningen mellan manliga och kvinnliga användare på katalanskspråkiga Wikipedia – liksom generellt på Wikipedia – är skev. Enligt en enkät 2011 var endast 8,5 procent av antalet skribenter kvinnor. Samtidigt var 23 procent av läsarna kvinnor. Totalt (läsare och skribenter) hade andelen kvinnor dock ökat med 5 procent sedan motsvarande undersökning året före. 2013 inledde det katalanska kvinnoinstitutet (Institut Català de les Dones) ett samarbete med Amical Wikimedia (se ovan) för att utjämna de siffrorna. Samarbetet är del av den katalanska regionregeringens treårsplan 2012–2015 för förstärkning av kvinnors plats i samhället.

## L'Enciclopèdia på valencianska
Katalanskspråkiga Wikipedia ska inte blandas samman med L'Enciclopèdia – l'enciclopèdia en valencià. Denna wiki och nätencyklopedi skrivs och presenteras i stor utsträckning enligt  dialektala särregler för valencianska. L'Enciclopèdia är helt fristående från Wikimedia Foundation men kan integrera artiklar från katalanskspråkiga Wikipedia, eftersom båda uppslagsverken publiceras enligt samma fria licens. L'Enciclopèdia påbörjades 2 december 2007 och hade 14 september 2015 totalt 10 623 artiklar och den 14 september 2022 nådde den 25 000 artiklar på valencianska.
Uppslagsverket har dock en mindre mängd aktiva användare, och under de 30 dagarna fram till 14 september 2015 bidrog 11 olika användare (mindre än en hundradel av cawp:s antal). Fram till 4 mars 2016 hade ytterligare 297 artiklar tillkommit, och under senaste 30-dagarsperioden hade då 9 olika användare deltagit i skrivandet. L'Enciclopèdia på valencianska är endast öppet för bidrag från registrerade användare.

## Bildgalleri
Här nedan är utseendet på katalanskspråkiga Wikipedias huvudsida vid några olika tidpunkter. Klicka på bilderna för en större version.

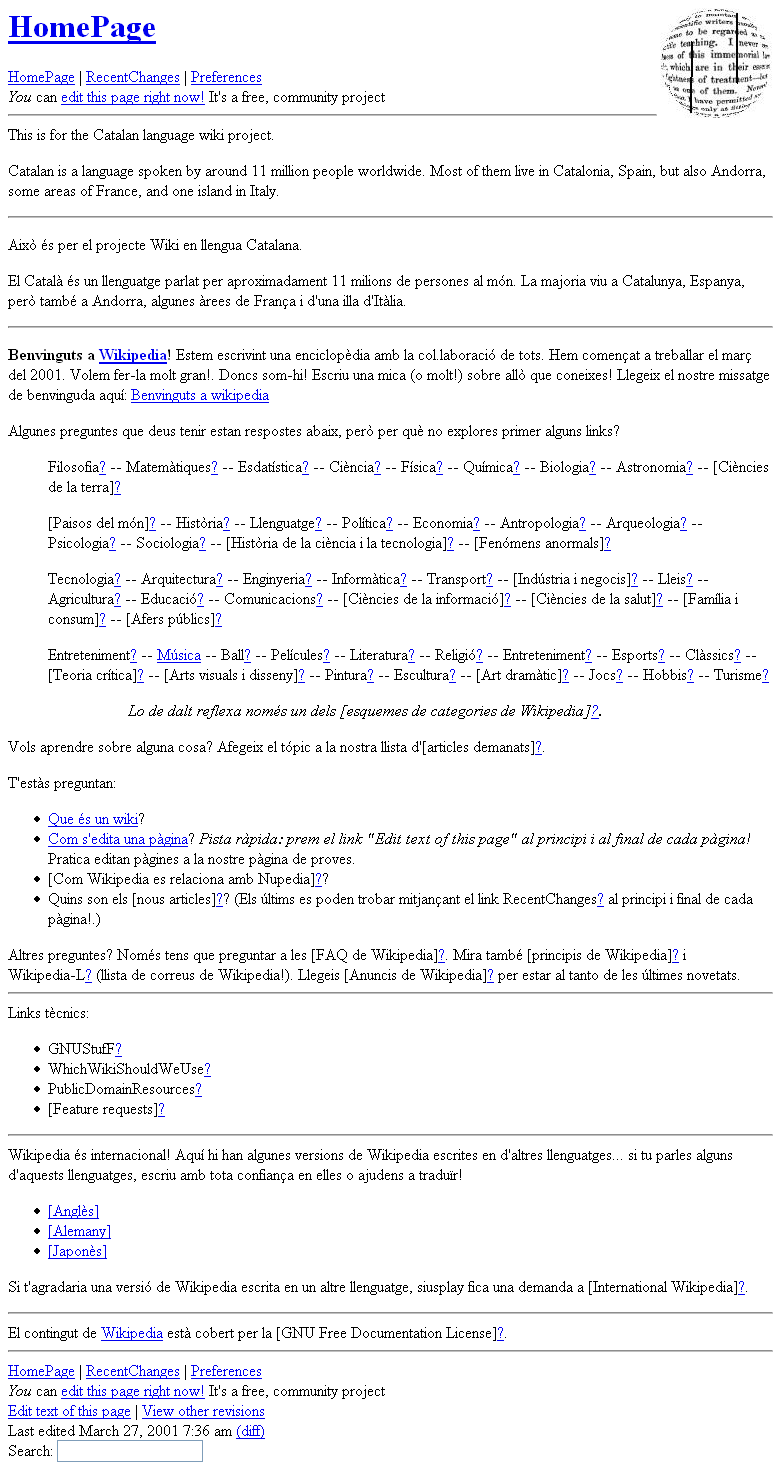
Mars 2001.
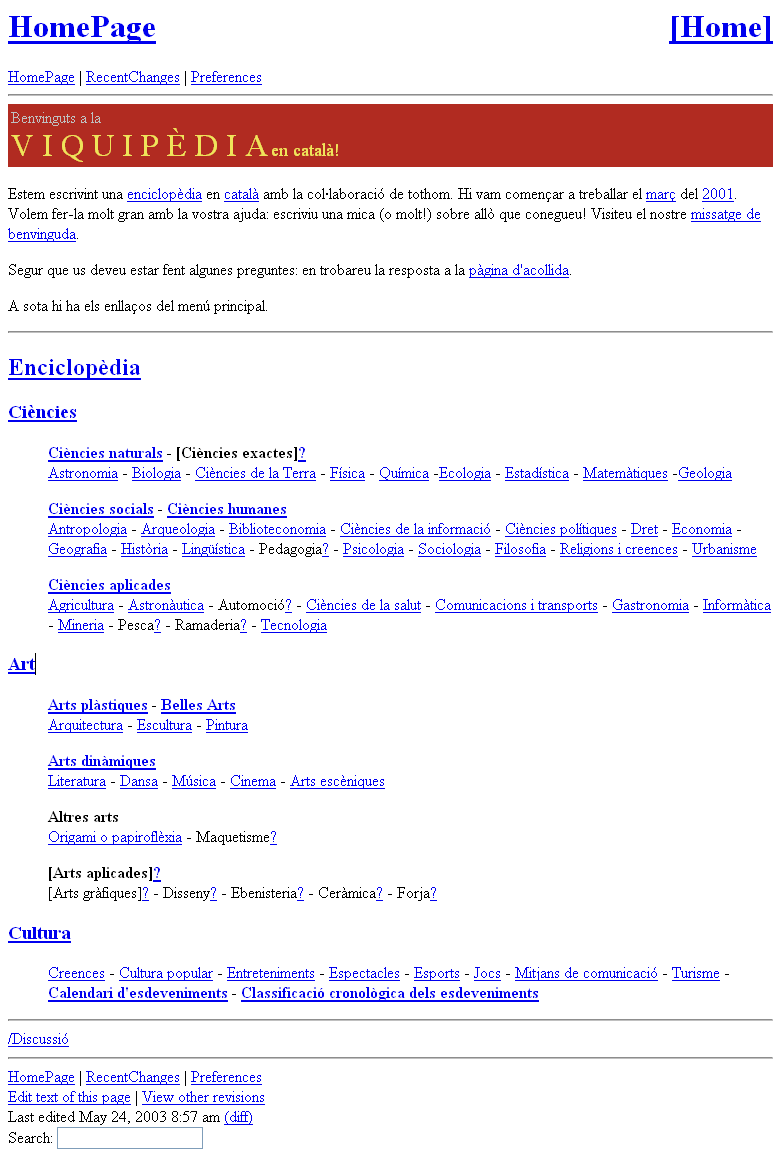
Maj 2003.
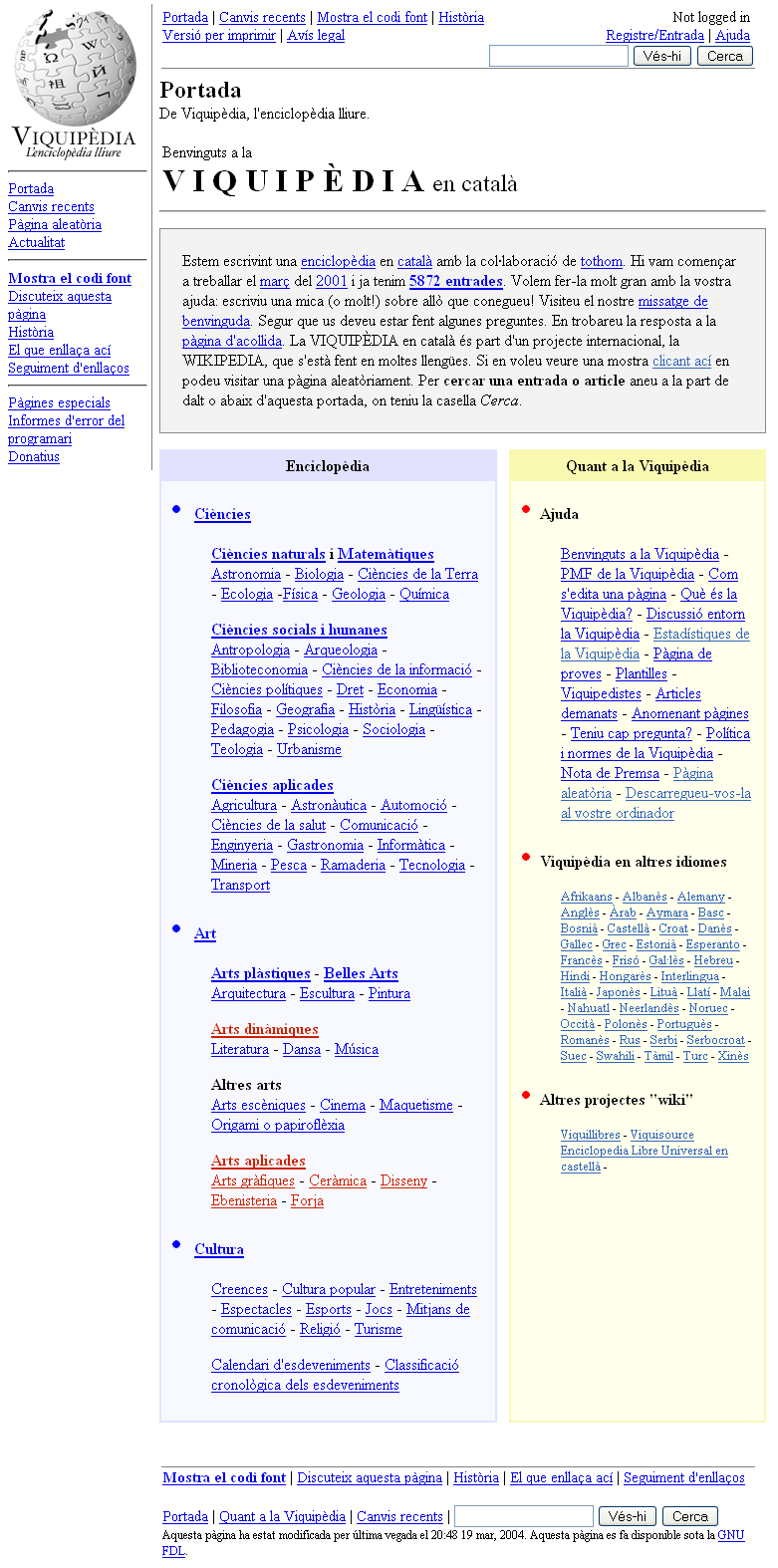
Mars 2004.
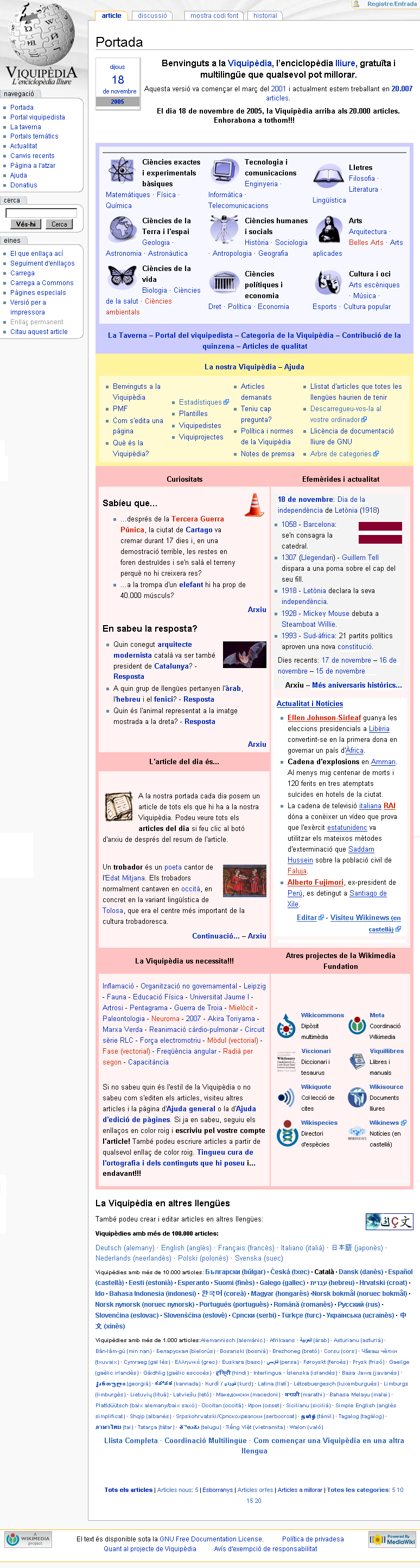
November 2005.
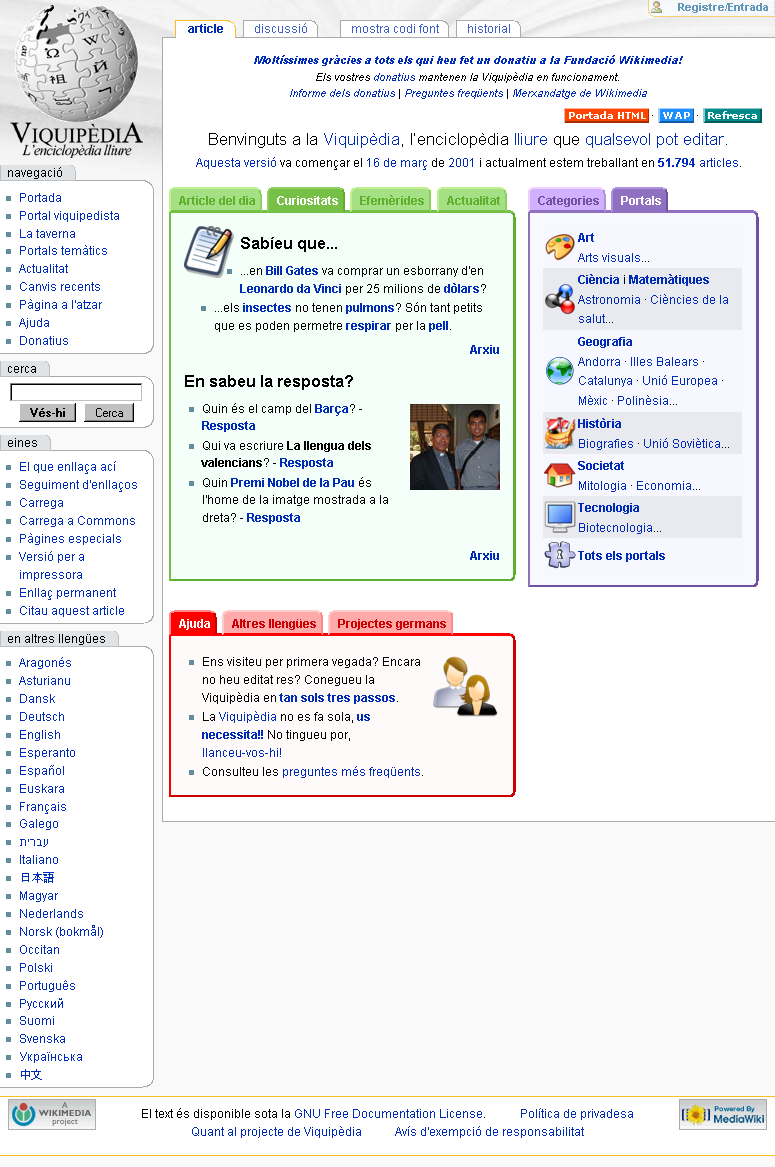
Januari 2007.
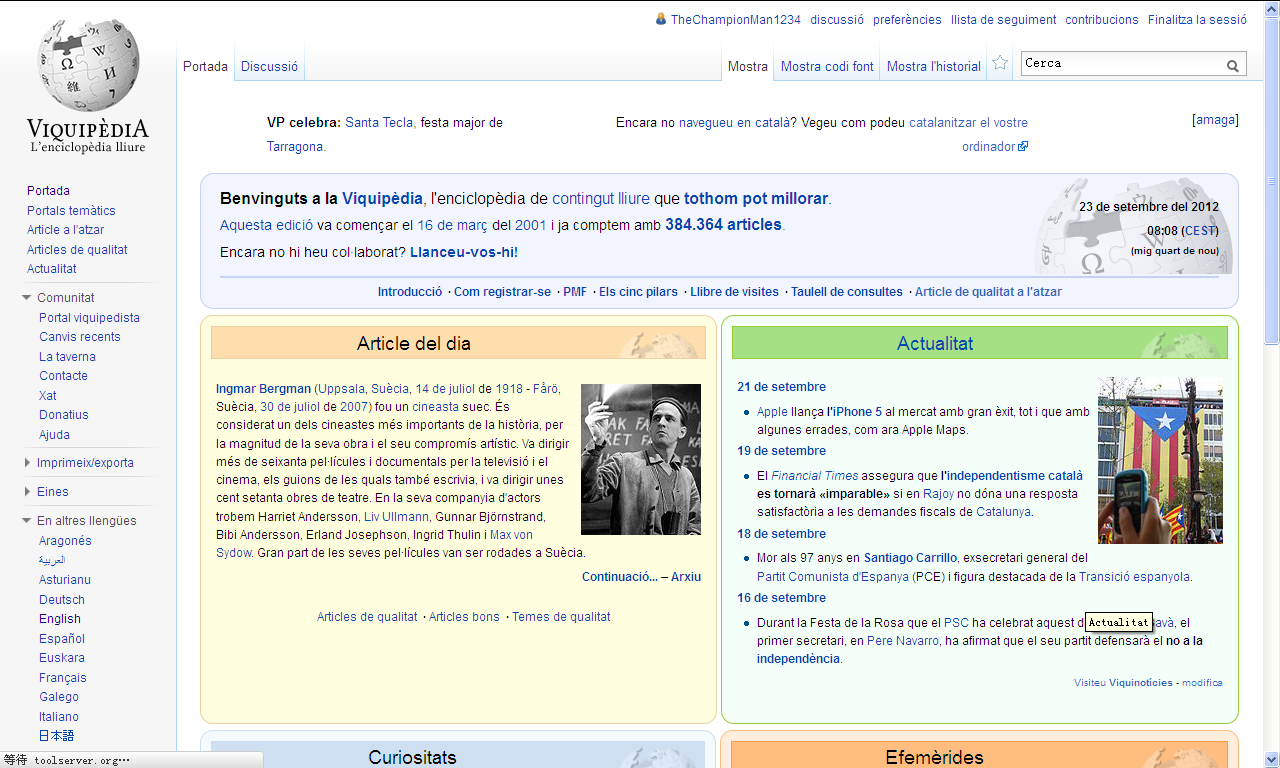
September 2012.